# Merle enfumé
Turdus infuscatus
Espèce
Statut de conservation UICN

 LC  : Préoccupation mineure
Le Merle enfumé (Turdus infuscatus) est une espèce de passereaux appartenant à la famille des Turdidae.

## Habitats et répartition
Son aire s'étend sur la Sierra Madre orientale et la Sierra Madre del Sur, l'État de Chiapas, le Guatemala, le Salvador et le Honduras.
Son cadre naturel de vie est les forêts humides de montagnes tropicales et subtropicales.

## Apparence
Le mâle a un plumage noir, tandis que celui de la femelle est brun. Il ressemble au merle noir d'Europe mais est plus petit.